# Ligne Seto-Ōhashi
La ligne Seto-Ōhashi (瀬戸大橋線, Seto-Ōhashi-sen) est une ligne ferroviaire située dans les préfectures de Okayama et Kagawa au Japon. Elle relie la gare d'Okayama à la gare de Takamatsu en empruntant le grand pont de Seto. 
Exploitée par les compagnies JR West et JR Shikoku, la ligne Seto-Ōhashi se compose de tronçons successifs des lignes Uno, Honshi-Bisan et Yosan. La ligne est aussi parcourue par des services fret de la JR Freight.

## Histoire
La ligne entre en service dans son intégralité à l'ouverture du grand pont de Seto, le 10 avril 1988.

## Caractéristiques

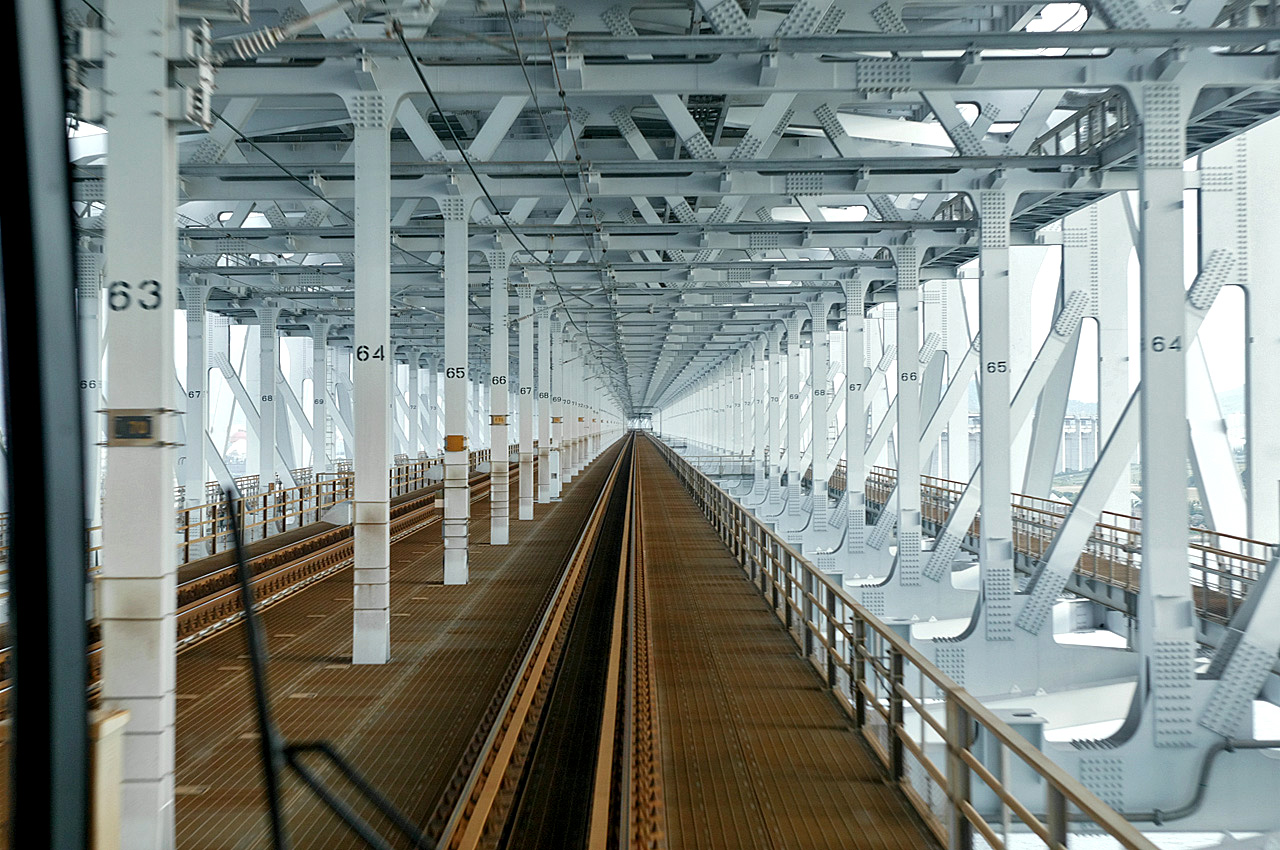
La ligne à l'intérieur du grand pont de Seto.

### Ligne
- Longueur : 71,8 km dont
  - Ligne Uno (Okayama - Chayamachi) 14,9 km
  - Ligne Honshi-Bisan (Chayamachi - Kojima) 31,0 km
  - Ligne Yosan (Kojima - Takamatsu) 25,9 km
- Ecartement : 1 067 mm
- Alimentation : 1 500 V par caténaire

### Gares
| Compagnie                  | Ligne              | Gare            | Nom japonais                                                | Distance depuis Okayama (km) | Correspondances                                                    | Ville       | Ville                |
| -------------------------- | ------------------ | --------------- | ----------------------------------------------------------- | ---------------------------- | ------------------------------------------------------------------ | ----------- | -------------------- |
| JR West                    | Ligne Uno          | Okayama         | 岡山                                                        | 0                            | JR West : Sanyō Shinkansen, Sanyō, Tsuyama, Kibi Tramway d'Okayama | Okayama     | Préfecture d'Okayama |
| JR West                    | Ligne Uno          | Ōmoto           | 大元                                                        | 2,5                          |                                                                    | Okayama     | Préfecture d'Okayama |
| JR West                    | Ligne Uno          | Bizen-Nishiichi | 備前西市                                                    | 4,5                          |                                                                    | Okayama     | Préfecture d'Okayama |
| JR West                    | Ligne Uno          | Senoo           | 妹尾                                                        | 8,5                          |                                                                    | Okayama     | Préfecture d'Okayama |
| JR West                    | Ligne Uno          | Bitchū-Mishima  | 備中箕島                                                    | 10,2                         |                                                                    | Okayama     | Préfecture d'Okayama |
| JR West                    | Ligne Uno          | Hayashima       | 早島                                                        | 11,9                         |                                                                    | Hayashima   | Préfecture d'Okayama |
| JR West                    | Ligne Uno          | Kuguhara        | 久々原                                                      | 13,2                         |                                                                    | Hayashima   | Préfecture d'Okayama |
| JR West                    | Ligne Uno          | Chayamachi      | 茶屋町                                                      | 14,9                         | JR West : Uno                                                      | Kurashiki   | Préfecture d'Okayama |
| JR West                    | Ligne Honshi-Bisan | Chayamachi      | 茶屋町                                                      | 14,9                         | JR West : Uno                                                      | Kurashiki   | Préfecture d'Okayama |
| JR West                    | Uematsu            | 植松            | 17,8                                                        |                              | Okayama                                                            |             | Préfecture d'Okayama |
| JR West                    | Kimi               | 木見            | 20,5                                                        |                              | Kurashiki                                                          |             | Préfecture d'Okayama |
| JR West                    | Kaminochō          | 上の町          | 24,6                                                        |                              | Kurashiki                                                          |             | Préfecture d'Okayama |
| JR West                    | Kojima             | 児島            | 27,8                                                        |                              | Kurashiki                                                          |             | Préfecture d'Okayama |
| JR Shikoku                 | Kojima             | 児島            | 27,8                                                        |                              | Kurashiki                                                          |             | Préfecture d'Okayama |
| Grand pont de Seto         |                    |                 |                                                             |                              |                                                                    |             |                      |
| Utazu                      | 宇多津             | 45,9            | JR Shikoku : Yosan                                          | Utazu                        | Préfecture de Kagawa                                               |             |                      |
| Utazu                      | 宇多津             | 45,9            | JR Shikoku : Yosan                                          | Utazu                        | Préfecture de Kagawa                                               | Ligne Yosan |                      |
| Sakaide                    | 坂出               | 50,5            |                                                             | Sakaide                      | Préfecture de Kagawa                                               |             |                      |
| Yasoba                     | 八十場             | 53,2            |                                                             | Sakaide                      | Préfecture de Kagawa                                               |             |                      |
| Kamogawa                   | 鴨川               | 55,2            |                                                             | Sakaide                      | Préfecture de Kagawa                                               |             |                      |
| Sanuki-Fuchū               | 讃岐府中           | 57,6            |                                                             | Sakaide                      | Préfecture de Kagawa                                               |             |                      |
| Kokubu (ja)                | 国分               | 59,9            |                                                             | Takamatsu                    | Préfecture de Kagawa                                               |             |                      |
| Hashioka                   | 端岡               | 62,3            |                                                             | Takamatsu                    | Préfecture de Kagawa                                               |             |                      |
| Kinashi                    | 鬼無               | 65,7            |                                                             | Takamatsu                    | Préfecture de Kagawa                                               |             |                      |
| Terminal fret de Takamatsu | 高松貨物ターミナル | 67,1            |                                                             | Takamatsu                    | Préfecture de Kagawa                                               |             |                      |
| Kōzai                      | 香西               | 68,4            |                                                             | Takamatsu                    | Préfecture de Kagawa                                               |             |                      |
| Takamatsu                  | 高松               | 71,8            | JR Shikoku : Kōtoku Kotoden : Kotohira (à Takamatsu-Chikkō) | Takamatsu                    | Préfecture de Kagawa                                               |             |                      |